# Червенське князівство

Червень у складі Київської Русі.

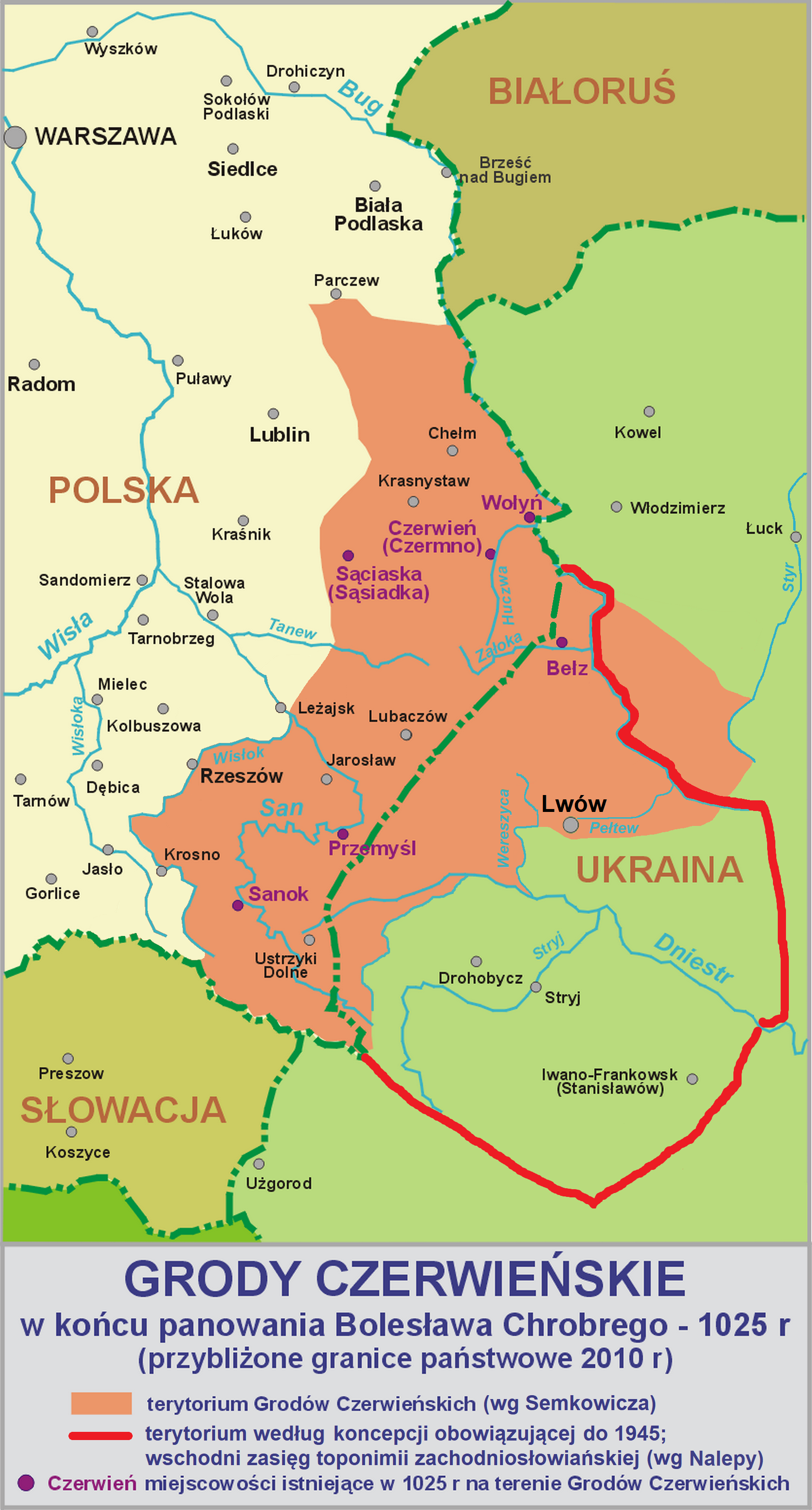
Червенські городи. Сучасна мапа.

Червенське князівство — удільне князівство у складі Галицько-Волинської держави на початку XIII ст. Столиця князівства — місто Червень, поблизу сучасного села Чермно у Польщі.

## Історія
У середині X ст. місто Червень було центром формування державності у північно-західних племен майбутньої України — дулібів, бужан, волинян, і черв'ян. Навколо цього міста створювався цілий конгломерат племінних центрів, так звані «Червенські городи», і серед них місто Волинь, від якого пішла назва українського краю Волині. За Червенські городи точилася уперта боротьба між Руссю, Польщею і Чехією. У 992 році ці землі приєднав до Русі Володимир Великий, а 1031 року остаточно з'єднав з Києвом Ярослав Мудрий. З початком періоду феодальної роздрібності на Русі Червенські міста відійшли до складу Волинського князівства, а після об'єднання останнього з Галичем, до Галицько-Волинської держави.
На початку XIII ст., у зв'язку з тимчасовим занепадом Галицько-Волинського князівства, у Червені створився окремий уділ, який проіснував лише кілька років. Знищений був Червень під час монгольського нашестя, від якого так і не відродився.
За твердженнями українських науковців, територія колишнього Червенського князівства відноситься до українського етнокультурного регіону Холмщина, що знаходиться зараз у складі Польщі.

## Князь
- Всеволод Всеволодович (1207—1212)[1]